# شادي الغزالي حرب
شادي الغزالي حرب عضو ائتلاف شباب الثورة وقيادي سابق في حزب الدستور استقال أواخر أكتوبر 2013، وقد كان قد أسس قبل ذلك «حزب الوعي الحر». وهو جراح تلقى تعليمه في بريطانيا.
قريبه أسامة الغزالي حرب من مؤسسي حزب الجبهة الديمقراطية.

## عهد مبارك
اعتُقل في شهر سبتمبر 2010 لمشاركته في حملة ترشح محمد البرادعي للرئاسة.

## بعد الثورة
كان من الداعيين لإسقاط مرسي من الحكم في مايو 2013.
نشرت جريدة الوطن أنه هدد حركة تمرد بـ«كشف المستور» في أواخر يوليو 2013 متهما إياها بحضور لقاءات مريبة وتلقي الأموال من ضباط ولكن جريدة الشروق نقلت أنه نفى ذلك الخبر قائلا أنه نُشر لإرسال بريد إلكتروني مفبرك باسمه.